# Ruyschia
Ruyschia är ett släkte av tvåhjärtbladiga växter. Ruyschia ingår i familjen Marcgraviaceae.
Kladogram enligt Catalogue of Life:
| Ruyschia | \| \| Ruyschia andina \| \| \| \| \| \| Ruyschia clusiifolia \| \| \| \| \| \| Ruyschia enervia \| \| \| \| \| \| Ruyschia moralesii \| \| \| \| \| \| Ruyschia pavonii \| \| \| \| \| \| Ruyschia phylladenia \| \| \| \| \| \| Ruyschia tremadena \| \| \| \| \| \| Ruyschia valerioi \| \| \| \| |
|          | \| \| Ruyschia andina \| \| \| \| \| \| Ruyschia clusiifolia \| \| \| \| \| \| Ruyschia enervia \| \| \| \| \| \| Ruyschia moralesii \| \| \| \| \| \| Ruyschia pavonii \| \| \| \| \| \| Ruyschia phylladenia \| \| \| \| \| \| Ruyschia tremadena \| \| \| \| \| \| Ruyschia valerioi \| \| \| \| |
|          | Marcgravia |
|          | |
|          | Marcgraviastrum |
|          | |
|          | Norantea |
|          | |
|          | Pseudosarcopera |
|          | |
|          | Sarcopera |
|          | |
|          | Schwartzia |
|          | |
|          | Souroubea |
|          | |
|          | Ruyschia andina |
|          | |
|          | Ruyschia clusiifolia |
|          | |
|          | Ruyschia enervia |
|          | |
|          | Ruyschia moralesii |
|          | |
|          | Ruyschia pavonii |
|          | |
|          | Ruyschia phylladenia |
|          | |
|          | Ruyschia tremadena |
|          | |
|          | Ruyschia valerioi |
|          | |

|  | Ruyschia andina      |
|  |                      |
|  | Ruyschia clusiifolia |
|  |                      |
|  | Ruyschia enervia     |
|  |                      |
|  | Ruyschia moralesii   |
|  |                      |
|  | Ruyschia pavonii     |
|  |                      |
|  | Ruyschia phylladenia |
|  |                      |
|  | Ruyschia tremadena   |
|  |                      |
|  | Ruyschia valerioi    |
|  |                      |